# 丢手绢

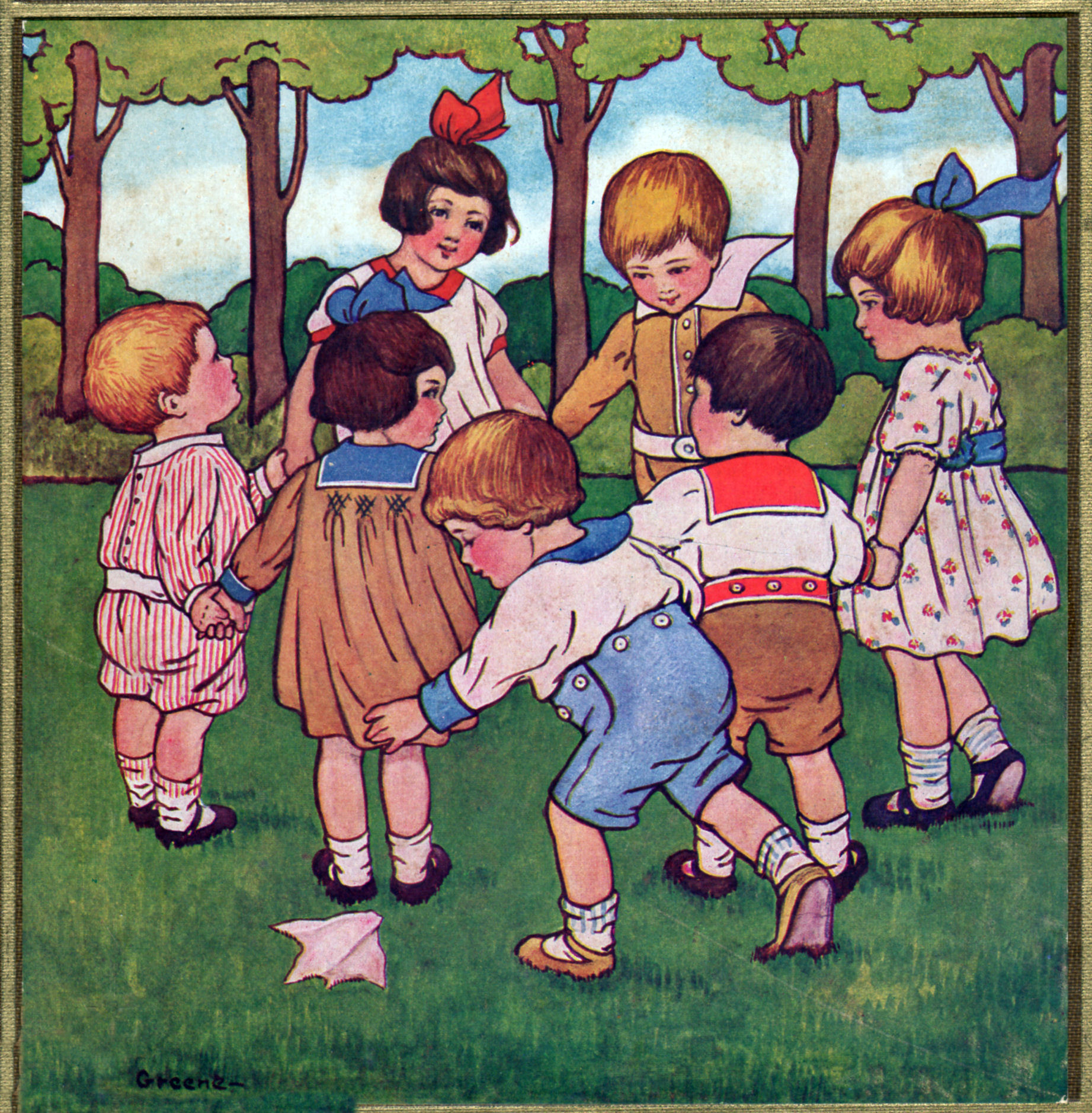
丢手绢

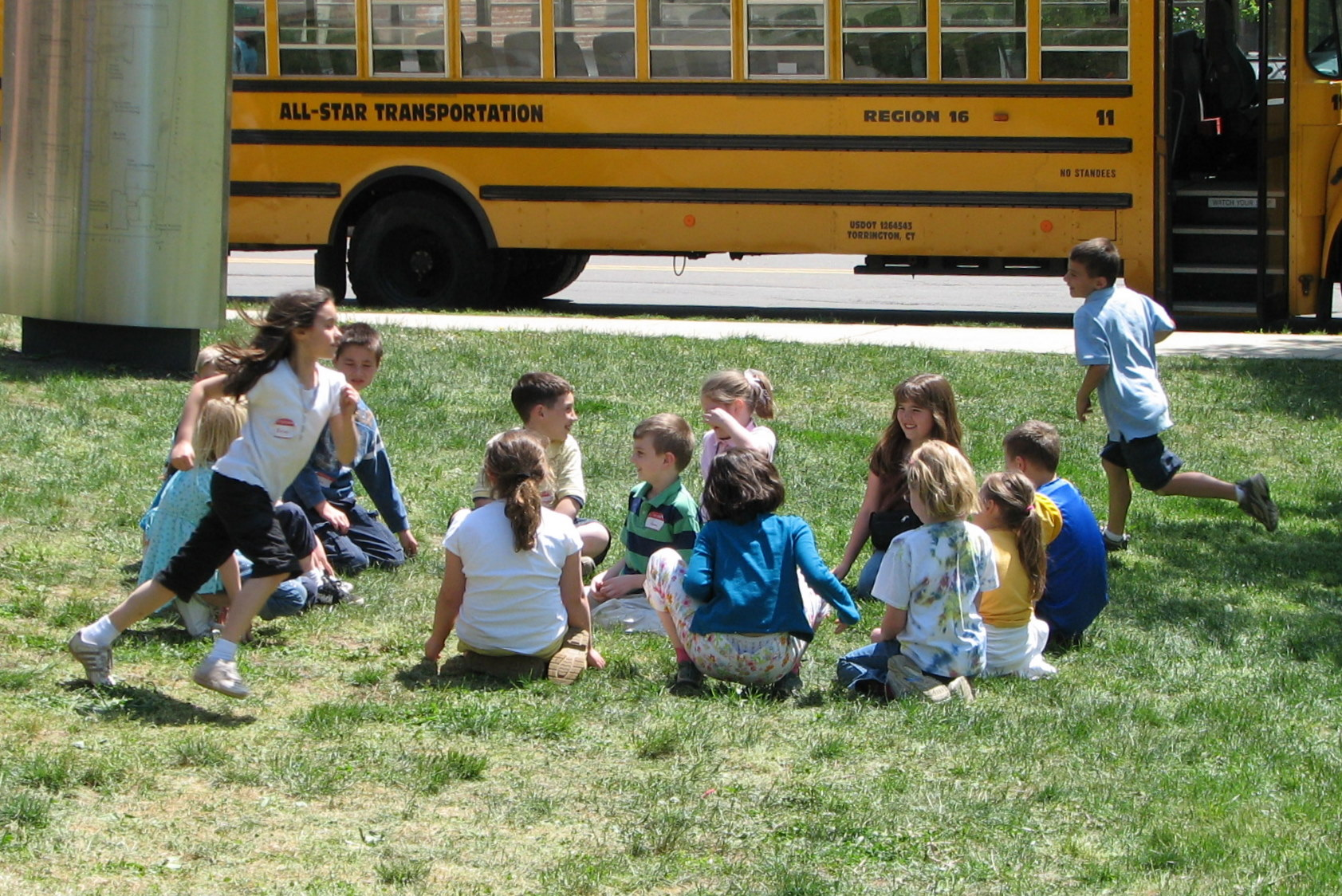
鸭子、鸭子、鹅

丢手绢是一种传统的儿童集体游戏。其基本规则是：一群人面朝内围成一圈，一人在圈外行走，择机将手绢（或其他道具）悄悄丢在某人的背后。放置者的目标是放置后，行走或奔跑一圈回到放置处。被放置者的目标是迅速察觉，在一圈之内追上放置者。
丢手绢游戏广泛流行于世界各地，如德国、英国、美国、中国、印度、加纳、智利，等等。据记载，中世纪的欧洲已经存在这一游戏。
游戏过程中，大家通常会念或唱某一首特定儿歌，如中国大陆的《丢手绢》，法国的《邮差没有来》（Le facteur n'est pas passé）。丢手绢既是追逐游戏，也是音乐游戏，因而深受儿童欢迎。
另有一种不使用手帕或任何道具的形式，称为鸭子、鸭子、鹅。玩家会边走边轻拍坐着的人，逐一称呼“鸭子”，再突然拍某个人，喊出“鹅”，开始奔逃；被叫“鹅”的人起身追逐。

## 信息来源
1. 1 2  关槐秀 1982，第33至34頁.
2. ↑  Friedl 2015，第93頁.
3. 1 2  Gomme 1894，第109至112頁.
4. ↑  Johnson 1907，第74頁.
5. ↑  Agarwal 2014.
6. ↑  Baidoo 2022.
7. ↑  Enciclopedia Chilena 1971.
8. ↑  Schubert 2022，第386頁.
9. ↑  曹群, 褚维娜 & 刘文湘 2014，第123頁.
10. ↑  Pierre 2023.
11. ↑  Sutton-Smith & Rosenberg 1961，第24頁.
12. ↑  Brown 1922，第231頁.
13. ↑  Feldman 2002，第265頁.